# Freddy Donnay
Freddy Donnay (Grâce-Berleur, 27 juli 1927 – 7 september 2019) was een Belgisch senator.

## Levensloop
Donnay volgde middelbare studies in Jonfosse, maar zag deze grondig verstoord worden door de Tweede Wereldoorlog. Uiteindelijk bemachtigde hij via de middenjury en het provinciaal onderwijs zijn kwalificaties als uitvoerder-technicus in de burgerlijke bouw en geometrisch bouwexpert in de immobiliën- en in de mijnsector. Van 1945 tot 1959 werkte hij als opzichter-tekenaar op de provinciale dienst van Luik en van 1959 tot 1974 was hij werkzaam als wegencommissaris, waarbij hij verantwoordelijk was voor het onderhoud van wegen.
In 1959 werd hij namens de PSB verkozen tot gemeenteraadslid van Montegnée, waar hij van 1971 tot 1975 schepen en van mei 1975 tot december 1976 de laatste burgemeester was. Nadat Montegnée in 1976 fuseerde met Saint-Nicolas en Tilleur, werd hij begin 1977 gemeenteraadslid en burgemeester van Saint-Nicolas. Hij bleef deze functies bekleden tot aan zijn afscheid uit de lokale politiek eind 1994. Donnay was tevens voorzitter van de sociale huisvestingsmaatschappij van Saint-Nicolas en diende in deze hoedanigheid de gevolgen van de zware aardbeving in Luik in 1983 af te handelen, die op het grondgebied van Saint-Nicolas heel wat schade had aangericht.
Freddy Donnay zetelde bovendien lange tijd in de Belgische Senaat: van 1974 tot 1977 was hij provinciaal senator voor de provincie Luik en vervolgens was hij vanaf januari 1977 in opvolging van Edouard Close rechtstreeks gekozen senator voor het arrondissement Luik, hetgeen hij zou blijven tot in 1991. Als gevolg van de toenmalige dubbelmandaten zetelde hij ook in de Cultuurraad voor de Franse Cultuurgemeenschap (1974-1980), de voorlopige Waalse Gewestraad (1974-1977) en in de Waalse Gewestraad en de Raad van de Franse Gemeenschap (1980-1991). 
In de Senaat was Donnay lid van de commissies Binnenlandse Zaken, Infrastructuur, Leefmilieu en Naturalisaties. In de Waalse Gewestraad was hij lid van de commissie Huisvesting en Leefmilieu en rapporteur in de commissie Huisvesting, onder meer van het decreet ter oprichting van een gewestelijke sociale huisvestingsmaatschappij en een decreet omtrent waterzuivering. In de Raad van de Franse Gemeenschap zetelde hij in de commissies Sport en Algemene Zaken en bekleedde hij in het bureau de functies van secretaris (van mei 1988 tot juli 1989) en tweede ondervoorzitter (van juli 1989 tot 1991).